# オットー・クレッチマー
オットー・クレッチマー（Otto Kretschmer, 1912年5月1日 - 1998年8月5日）は、ドイツ海軍の軍人。第二次世界大戦における著名なUボートの指揮官であり、最も戦果を挙げたエース・オブ・ザ・ディープ（Aces of the Deep）である。
1939年9月から捕虜となった1941年3月まで、計44隻256,684トンの艦船を沈め、この功により、剣付柏葉騎士鉄十字章（Ritterkreuz des Eisernen Kreuzes mit Eichenlaub und Schwertern）を授かっている。クレッチマーは「静かなるオットー」（der ruhige Otto）の異名をとった。これは、Uボートの指揮においてサイレント・ランニング（モーターの回転数を落とし、乗員に一切の音を出さないように徹底させる命令）の手腕を巧みに発揮していたことや、ナチスのプロパガンダ報道に取り上げられることを忌避していたことがその理由とされる。

## 生涯

### 入隊から第二次世界大戦
クレッチマーはリーグニッツ（レグニツァ）のハイダウ（Heidau）で生まれた。1930年10月9日にドイツ海軍の海軍兵学校（Seekadett）に入校し、1934年10月1日、少尉に任官。1934年12月から1936年1月にUボート部隊に転任となるまで、軽巡洋艦ケルン（Köln）に乗艦した。その際、幹部候補生としての教育を受け、1936年7月1日付けで海軍中尉へ昇進している。
クレッチマーが最初に乗船したUボートはU-35（次席将校）であり、スペイン内戦においてスペイン沿岸での哨戒航行を命じられた（この任務において撃沈した船舶はなかった）。
スペイン内戦終結の後、クレッチマーはU-35を離任し、ポーランド侵攻後の1939年10月1日に艦長としてU-23を指揮し、イギリス及びスコットランドの東岸の北海において哨戒航行を行うこととなった。
1940年1月12日、スコットランドのモレー湾（マリー湾）に設置しておいた機雷によって、デンマーク船籍のタンカー Danmanrk（10,517トン）を、一ヵ月後にイギリス海軍の駆逐艦デアリング（1,375トン）を撃沈した。Uボートは駆逐艦を避けるのが常としており、この撃沈はクレッチマーとU-23の優れた妙技である、とされた。
U-23での八度に渡る哨戒航行の後、1940年4月18日、クレッチマーはU-23からU-99へと転任となった。U-99での2ヶ月に渡る訓練の後、同年7月、U-99はキールを出港、最初の哨戒航行に入った。
最初の四度の哨戒において、クレッチマーは夜間の海面における護衛船団への攻撃と非常に精密な射撃（弾薬の節約の為、一隻につき一発の魚雷しか用いなかった）による商船への攻撃を開始した（この戦法は広く他のUボート部隊にも取り入れられ、その結果はまちまちであった）。クレッチマーの有名なモットーである、 "One torpedo one ship" （一雷一隻）は二度目の哨戒行動の前に考案されたとされる。

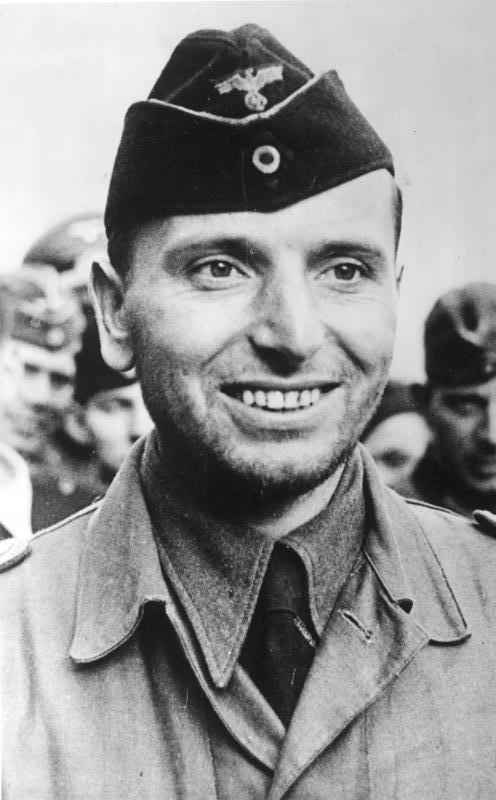
20万トン撃沈後の帰港の際のクレッチマー（1940年）

クレッチマーの特筆すべき最大の戦果は、1940年11月のイギリス船籍の商船三隻、即ち、Laurentic （18,724トン）、Patroclus （11,314トン）、 Forfar （16,402トン）の撃沈である。この結果、クレッチマーはエース・リスト（Aces list）のトップとなり、後々まで彼の記録を抜くものは現れなかった。
1941年3月がクレッチマーの最後の哨戒となった。このとき、クレッチマーは10隻以上の船を沈めたが、HX-112船団攻撃の際にU-99はドナルド・マッキンタイアが指揮するイギリス海軍の駆逐艦ウォーカー HMS Walker の爆雷を受け、航行不能となった。3月17日3時45分、クレッチマーはU-99を自沈（場所は北緯61度、西経12度）させ、イギリス軍の捕虜となった。このとき、U-99は非常に損傷していたが、クレッチマーは何とか浮上させ43人の乗員のうち40名の命を救い、捕虜となった。

### 捕虜そして戦後
クレッチマーは捕虜となった後、1947年12月31日に釈放されてドイツへの帰国が許されるまで約七年間イギリスの管理下に置かれた。イギリスで捕虜となっていた1941年9月、イギリス軍に捕獲されたU-570の先任士官ベルンハルト・ベルントが同じ収容所に入ってきた。イギリスの新聞でU-570降伏の顛末を知った捕虜たちはクレッチマーを主席とする「名誉法廷」を開き、ベルントに対して名誉の回復を命じる判決を下した。ベルントは半ば強制される形でU-570を奪還するため収容所を脱走したが、ホーム・ガードに逮捕され逃亡しようとして射殺された。クレッチマーはイギリス当局の取り調べに対しその件は知らないと主張し通した。この顛末を報道で知ったヒトラーはきわめて異例ながら捕虜になっているクレッチマーに不在のまま柏葉剣付騎士鉄十字章を授与した。クレッチマーは1942年から捕虜生活の四年間を、カナダのCamp 30（Camp Bowmanvilleとして知られる）と呼ばれる場所で過ごした。
1955年、クレッチマーは西ドイツのドイツ連邦軍海軍に入隊し、北大西洋条約機構（NATO）の役職を歴任した。1962年から、NATOの参謀将校（Staff Officer）、1965年5月にNATOバルト海連合艦隊司令官の参謀長（Chief of Staff）となり、1970年9月に准将（Flotillenadmiral）として退役した。
1998年の夏、バイエルン州シュトラウビングでの休暇中にドナウ川をボートで旅している最中に、崖を登ろうとして転落して頭部を強打し、それが原因で数日後に死去した。結婚50周年を祝う休暇の最中であった。遺言により遺灰は北海に撒かれた。

## 軍歴

### 概要
- 1930年10月9日、海軍兵学校へ入学
- 1932年1月1日、海軍幹部候補生
- 1934年4月1日、海軍少尉候補生
- 1934年10月1日、海軍少尉
- 1936年7月1日、海軍中尉
- 1939年7月1日、海軍大尉
- 1941年3月1日、海軍少佐
- 1944年9月1日、海軍中佐
- 1955年、ドイツ連邦海軍に入隊
- 1957年、1. Geleitgeschwader の司令官（第一護衛船隊 (1st Escort Squadron)）
- 1958年、Amphibische Streitkrafte の司令官（水陸両用戦隊 (Amphibian Forces)）
- 1962年、参謀将校の職務を歴任
- 1965年、NATOバルト海連合艦隊司令官の参謀長（Chief of Staff）
- 1970年、退役

（Uボートに関する経歴は下記）

### Uボートでの戦歴
- U-35、1937年7月31日 - 1937年8月15日（スペイン内戦中の沿岸警備）
- U-23、1937年10月1日 - 1940年4月1日（8度の哨戒航海、計94日）
- U-99、1940年4月18日 - 1941年3月17日（8度の哨戒航海、計119日）

### Uボートでの戦果
クレッチマーは7年間に渡った第二次世界大戦のうち、実働期間は3年間に過ぎなかったが、大戦中にクレッチマーの沈めた艦船の総トン数を凌ぐ人物が現れることはなかった。
- 船舶撃沈40隻（208,869トン）
- 補助艦（auxiliary warship）撃沈3隻（46,440トン）
- 軍艦撃沈1隻（1,375トン）
- 損傷船舶（ships damaged）5隻（37,965トン）
- 拿捕船舶（ship taken as prize）1隻（2,136トン）
- 船舶総損失（ships a total loss）2隻（15,513トン）

### 勲章
クレッチマーが授与された勲章は以下の通り。
- 1939年10月17日、二級鉄十字章 (Eisernes Kreuz 2. Klasse)
- 1939年11月9日、Uボート戦功章 (U-Boots-Kriegsabzeichen)
- 1939年12月17日、一級鉄十字章 (Eisernes Kreuz 1. Klasse)
- 1940年8月4日、騎士鉄十字章 (Ritterkreuz des Eisernen Kreuzes)
- 1940年11月4日、柏葉騎士鉄十字章 (Ritterkreuz des Eisernen Kreuzes mit Eichenlaub)
- 1941年12月26日、剣付柏葉騎士鉄十字章 (Ritterkreuz des Eisernen Kreuzes mit Eichenlaub und Schwertern)

## 映像
- 『ヒトラーと6人の側近たち』第三巻　第5回 カール・デーニッツ（1998年、NHKソフトウェア）